# Нюттен, Жозеф
Жозеф Реми Нюттен (фр. Joseph Remi Nuttin; 7 ноября 1909, Звевегем — 23 декабря 1988) — бельгийский психолог, автор теории мотивации в целостной структуре поведения человека и теории временной перспективы личности.

## Биография
Нюттен родился в Звевегеме в Бельгии 7 ноября 1909 года.
Он изучал философию и психологию в Лёвене и теологию в Брюгге. В 1941 г. получил степень доктора философии и с этого времени стал руководителем Центра исследований мотивации и временной перспективы (Лёвен).
Нюттен был профессором Лёвенского университета, президентом психологического института Лёвенского университета (1946—1980), посещающим профессором в Канзасском университете, а также читал лекции во многих университетах Европы и Америки.
В Бельгии он разработал первую полную программу по психологии (Лёвен, 1944) и стал первым деканом Независимого факультета психологии и образовательных наук (1968).
Он был соучредителем бельгийского Психологического общества и журнала Psychologica Belgica (1954), являлся членом Центра передовых исследований наук о поведении (Стенфорд), президентом Международного союза психологической науки (1872—1976).
Многие его лабораторные коллеги стали университетскими профессорами в различных странах. В 1975 г. Нюттен был награждён Премией за достижения в науках о поведении.
Нюттен разработал глубокую и эмпирически обоснованную теорию формирования, строения и функционирования человеческой мотивации в целостной структуре поведения, принимая в качестве базовой единицы анализа неразрывную функциональную связь индивид-среда.
В 1980-е гг. Нюттен внес большой вклад в разработку проблем временной перспективы личности. Разработанный им метод мотивационной индукции принадлежит к числу наиболее популярных методов диагностики мотивов.
Он — автор 15 книг на нидерландском, французском и английском языках.
За несколько лет до смерти он решил пожертвовать часть своих сбережений для поощрения фундаментальных исследований в психологии, создав специальный фонд.
Умер Нюттен 23 декабря 1988 г.

## Концепция «духовного человека»
Концепция опирается на одну из основных идей — взаимодействие индивида со средой. Оптимальное состояние этого взаимодействия — равновесие, к достижению которого человек постоянно стремится. Основной движущей силой такого стремления является мотивация — непрерывная активная селективность, определяющая устойчивость и направленность поведения и обеспечивающая достижение цели.
Все потребности, которые понимаются как «паттерны» связей субъекта с окружающим миром и как динамический аспект личностного способа существования и поведения в мире, классифицируются по трем уровням психической жизни: психофизический (потребность жизненного развертывания и биологического контакта); психосоциальный (потребность развертывания личности и психосоциального контакта); экзистенциальный (потребность экзистенциального поддержания и универсальной интеграции). В категории «потребность» очень важным является временное измерение, так как его реализация предполагает осуществление некоего поведенческого будущего.
В структуре личности автор выделяет две подструктуры: интимную и социальную, интеграция которых определяет гармоничность «Я». Развитие личности заключается в прогрессивной интеграции, преодолевающей конфликты. Человек обладает врожденными человеческими возможностями, в процессе обучения создаются лишь формы их выражения.

## Избранные сочинения
- Nuttin J. Psychoanalysis and personality. A dynamic theory of normal personality: Transl. — N. Y.: Sheed & Ward, 1953. — 310 p.
- Nuttin J. Tâche, réussite et échec: théorie de la conduite humaine. — 2-me ed. — Leuven: Publications Universitaires de Leuven, 1961. — 530 p.
- Nuttin J. Psychanalyse et conception spiritualiste de l’homme: 3e ed. rev. et augm. — Leuven : Publications Universitaires de Leuven, 1962. — 367 p.
- Nuttin J. La structure de la personnalité. — 2-me ed. — Paris: Press Universitaires de France, 1968. — 269 p. ISBN 978-2-13-039033-6
- Nuttin J. Motivation, planning, and action. A relational theory of behavior dynamics: Transl. — Leuven : Leuven University Press; Hills. (NJ): Erlbaum, 1984. — 251 p. ISBN 978-9061861546
- Nuttin J., Lens W. Future time perspective and motivation: theory and research method. — Leuven : Leuven University Press, 1985. — 235 c. ISBN 9789061861720